# Saint-Vincent-de-Tyrosse
Pour les articles homonymes, voir Saint-Vincent.
Saint-Vincent-de-Tyrosse est une commune française située dans le département des Landes, en région Nouvelle-Aquitaine. Elle est le chef-lieu du canton du Pays tyrossais, composé de 11 communes.
Le gentilé est Tyrossais.

## Géographie

### Localisation
La commune est située sur l'ancienne route nationale 10, à égale distance de Bayonne et de Dax. Elle bénéficie de la proximité de l'océan Atlantique, lieu de passage pour se rendre sur la côte.

### Communes limitrophes
Les communes limitrophes sont  Angresse, Bénesse-Maremne, Josse, Saint-Geours-de-Maremne, Saint-Jean-de-Marsacq, Saubion, Saubrigues et Tosse.
| Saubion         | Tosse                    | Saint-Geours-de-Maremne |
| Angresse        | Saint-Vincent-de-Tyrosse | Josse                   |
| Bénesse-Maremne | Saubrigues               | Saint-Jean-de-Marsacq   |

### Climat
Pour des articles plus généraux, voir Climat de la Nouvelle-Aquitaine et Climat des Landes.
Historiquement, la commune est dans une zone de transition entre les climats océaniques aquitain et basque.  
En 2020, Météo-France publie une typologie des climats de la France métropolitaine dans laquelle la commune est exposée à un climat océanique et est dans une zone de transition entre les régions climatiques « Littoral charentais et aquitain » et « Aquitaine, Gascogne »0.
Pour la période 1971-2000, la température annuelle moyenne est de 13,6 °C, avec une amplitude thermique annuelle de 13,2 °C. Le cumul annuel moyen de précipitations est de 1 358 mm, avec 13,2 jours de précipitations en janvier et 8,3 jours en juillet. Pour la période 1991-2020, la température moyenne annuelle observée sur la station météorologique la plus proche, située sur la commune de Saint-Martin-de-Hinx à 9 km à vol d'oiseau, est de 14,2 °C et le cumul annuel moyen de précipitations est de 1 410,1 mm,. Pour l'avenir, les paramètres climatiques de la commune estimés pour 2050 selon différents scénarios d’émission de gaz à effet de serre sont consultables sur un site dédié publié par Météo-France en novembre 2022.

## Urbanisme

### Typologie
Au 1er janvier 2024, Saint-Vincent-de-Tyrosse est catégorisée petite ville, selon la nouvelle grille communale de densité à sept niveaux définie par l'Insee en 2022.
Elle appartient à l'unité urbaine de Saint-Vincent-de-Tyrosse, une agglomération intra-départementale regroupant quatre  communes, dont elle est ville-centre,,. Par ailleurs la commune fait partie de l'aire d'attraction de Saint-Vincent-de-Tyrosse, dont elle est la commune-centre,. Cette aire, qui regroupe 1 communes, est catégorisée dans les aires de moins de 50 000 habitants,.

### Occupation des sols

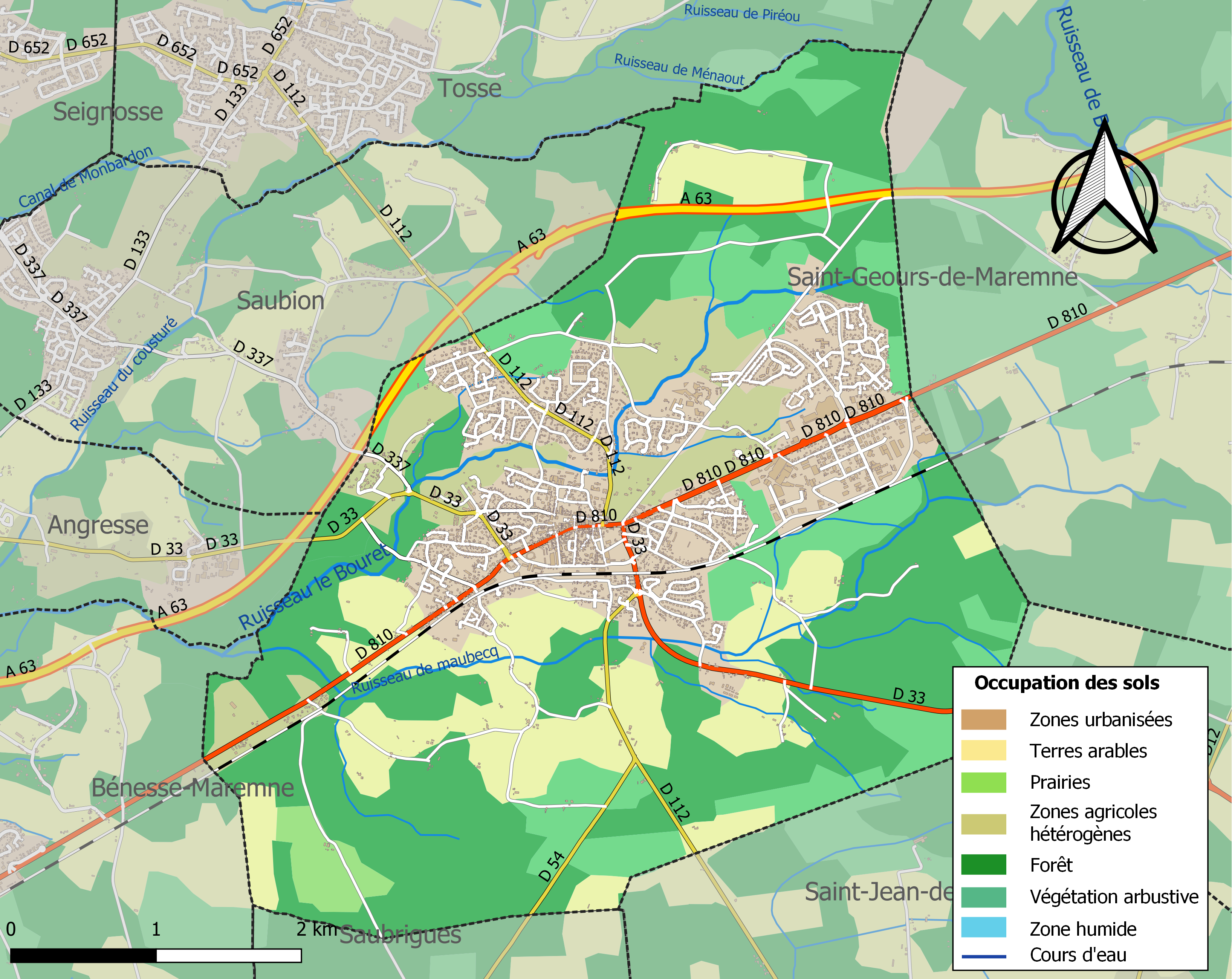
Carte des infrastructures et de l'occupation des sols de la commune en 2018 (CLC).

L'occupation des sols de la commune, telle qu'elle ressort de la base de données européenne d’occupation biophysique des sols Corine Land Cover (CLC), est marquée par l'importance des forêts et milieux semi-naturels (52,1 % en 2018), en diminution par rapport à 1990 (59,5 %). La répartition détaillée en 2018 est la suivante : forêts (37,9 %), zones urbanisées (18,3 %), terres arables (15,9 %), milieux à végétation arbustive et/ou herbacée (14,3 %), zones agricoles hétérogènes (8,4 %), zones industrielles ou commerciales et réseaux de communication (3,6 %), prairies (1,5 %), espaces verts artificialisés, non agricoles (0,1 %). L'évolution de l’occupation des sols de la commune et de ses infrastructures peut être observée sur les différentes représentations cartographiques du territoire : la carte de Cassini (XVIIIe siècle), la carte d'état-major (1820-1866) et les cartes ou photos aériennes de l'IGN pour la période actuelle (1950 à aujourd'hui).

### Lieudits et hameaux
Quatre quartiers composent la commune de Saint-Vincent-de-Tyrosse :
- Castets ;
- Maubecq ;
- l’Église ;
- Brana.

### Risques majeurs
Le territoire de la commune de Saint-Vincent-de-Tyrosse est vulnérable à différents aléas naturels : météorologiques (tempête, orage, neige, grand froid, canicule ou sécheresse), feux de forêts, mouvements de terrains et séisme (sismicité modérée). Il est également exposé à deux risques technologiques, le transport de matières dangereuses et  le risque industriel. Un site publié par le BRGM permet d'évaluer simplement et rapidement les risques d'un bien localisé soit par son adresse soit par le numéro de sa parcelle.

#### Risques naturels
Saint-Vincent-de-Tyrosse est exposée au risque de feu de forêt. Depuis le 20 avril 2016, les départements de la Gironde, des Landes et de Lot-et-Garonne disposent d’un règlement interdépartemental de protection de la forêt contre les incendies. Ce règlement vise à mieux prévenir les incendies de forêt, à faciliter les interventions des services et à limiter les conséquences, que ce soit par le débroussaillement, la limitation de l’apport du feu ou la réglementation des activités en forêt. Il définit en particulier cinq niveaux de vigilance croissants auxquels sont associés différentes mesures,.
Les mouvements de terrains susceptibles de se produire sur la commune sont des tassements différentiels.

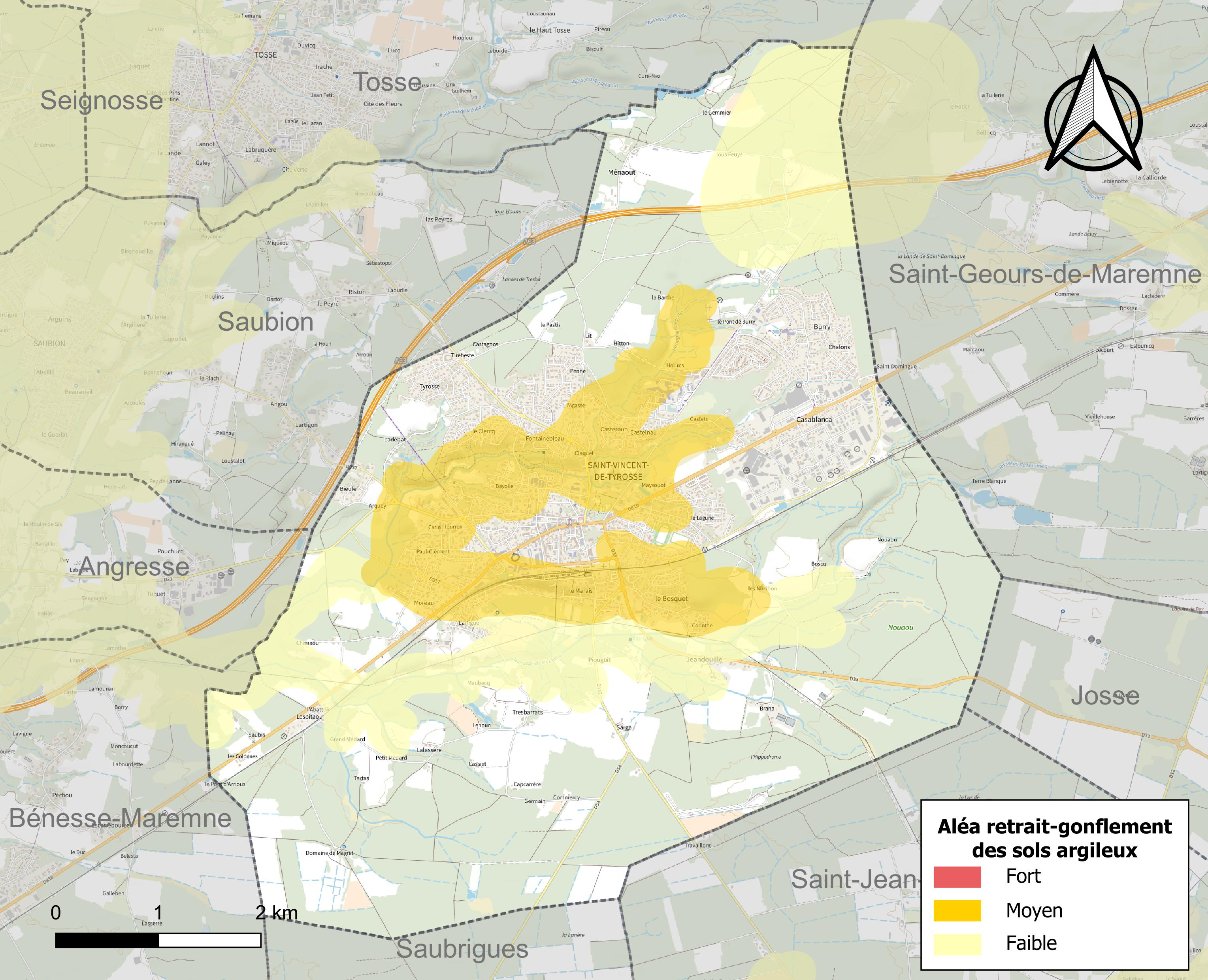
Carte des zones d'aléa retrait-gonflement des sols argileux de Saint-Vincent-de-Tyrosse.

Le retrait-gonflement des sols argileux est susceptible d'engendrer des dommages importants aux bâtiments en cas d’alternance de périodes de sécheresse et de pluie. 16 % de la superficie communale est en aléa moyen ou fort (19,2 % au niveau départemental et 48,5 % au niveau national). Sur les 2 789 bâtiments dénombrés sur la commune en 2019, 1 159 sont en aléa moyen ou fort, soit 42 %, à comparer aux 17 % au niveau départemental et 54 % au niveau national. Une cartographie de l'exposition du territoire national au retrait gonflement des sols argileux est disponible sur le site du BRGM,.
La commune a été reconnue en état de catastrophe naturelle au titre des dommages causés par les inondations et coulées de boue survenues en 1983, 1988, 1999 et 2009 et par des mouvements de terrain en 1983 et 1999.

#### Risques technologiques
La commune est exposée au risque industriel du fait de la présence sur son territoire d'une entreprise soumise à la directive européenne SEVESO.
Le risque de transport de matières dangereuses sur la commune est lié à sa traversée par une ou des infrastructures routières ou ferroviaires importantes ou la présence d'une canalisation de transport d'hydrocarbures. Un accident se produisant sur de telles infrastructures est susceptible d’avoir des effets graves sur les biens, les personnes ou l'environnement, selon la nature du matériau transporté. Des dispositions d’urbanisme peuvent être préconisées en conséquence.

## Toponymie
Son nom occitan gascon est Sent Vincenç de Tiròssa [sem.bin.sens.de.ti.rɔ.sə]. Familièrement, elle est souvent appelée simplement Semicenç ou Tiròssa.
Saint-Vincent-de-Tyrosse, comme Saint-Trosse, Saint-Gor ou Saint-Geours, serait un des « faux saints » si communs dans les Landes. La première mention de la ville est faite dans un document de 843 sous l'appellation Tirosse.[réf. nécessaire]

## Histoire

### Préhistoire
Tumulus du VIIe siècle av. J.-C.
Deux tertres funéraires se trouvaient sur une lande située entre la voie ferrée et l'ancien parc des sports. Ils ont été fouillés au début du XXe siècle par leur propriétaire, qui y a trouvé des poteries. Le terrain a été nivelé en 1967. Dans les années 1970, un sondage a été effectué. Il a révélé une sépulture à incinération de la fin du VIIe siècle av. J.-C. avec une urne fermée d'un couvercle, contenant du sable et des cendres grises, un petit vase accessoire, une fibule en bronze et un bracelet en fer. Toute autre structure avait déjà disparu.
L'urne est un grand vase à panse biconique et à col évasé, avec une bord arrondi légèrement effilé. Il mesure 325 mm de haut pour une ouverture de 300 mm, avec une panse large de 340 mm et un fond de 110 mm de largeur. La paroi, d'environ 8 mm d'épaisseur, est faite d'une pâte plutôt homogène, grise à l'intérieur et beige-brun à l'extérieur ; le dégraissant est imperceptible et les surfaces sont bien lissées. Cette pâte est similaire à celle des urnes de la phase ancienne du « groupe d'Arcachon » (Gironde) et de certaines urnes des Ribérotes (Barbaste, dans l'Agenais).
La forme de la fibule fait la transition entre les fibules à ressort unilatéral (unique sens de torsion, avec l'ardillon qui part de l'extrémité de l'enroulement) et les fibules à ressort bilatéral. C'est la première fibule entière de ce type connue. 
Le bracelet en fer est une barre de fer à section arrondie, cintrée, à extrémités effilées terminées par des boules enfilées. Cette forme est similaire aux bracelets en bronze launaciens (dépôt de Launac, Hérault), de Briatexte (Tarn), ou de certaines nécropoles comme Bordes-de-Rivière (Haute-Garonne) ou de Mios (Gironde). Les exemplaires en fer sont assez nombreux dans les tumulus du Lot. Son métal confirme la rapidité à laquelle l'usage du fer s'est répandu au détriment du bronze dans le Sud-Ouest de la France.
Cette sépulture est vraisemblablement celle d'une femme (le sépultures d'hommes de la même époque contiennent généralement aussi des armes).
Dans les environs
Trois autres tumulus se trouvent à environ 3 km au nord-est du bourg ; il semble qu'ils aient encore été intacts en 1977. Un autre, à 1,5 km vers le sud, a été fouillé vers 1930 par son propriétaire qui y avait découvert une poterie, elle aussi disparue en 1977. D'autres tumulus se trouvent (ou se trouvaient encore en 1977) communes voisines, dont trois à environ 3 km au sud-est du bourg de Saint-Geours-de-Maremne et un à moins de 1 km de Saint-Jean-de-Marsacq.

### XXesiècle
En 1939, un camp d’internement est ouvert pour interner les réfugiés espagnols fuyant la dictature franquiste.

## Politique et administration

### Liste des maires
| Période      | Période                                       | Identité              | Étiquette | Qualité                                                                               |
| ------------ | --------------------------------------------- | --------------------- | --------- | ------------------------------------------------------------------------------------- |
| 1904         | 1929                                          | Alfred de Gorostarzu  |           | Conseiller général du canton de Saint-Vincent-de-Tyrosse de 1910 à 1919               |
| 1929         | 1935                                          | Pierre de Gorostarzu  |           |                                                                                       |
| 1935         | 1938                                          | Georges Bellocq       |           |                                                                                       |
| 1938         | 1953                                          | Gabriel Delpuech      | Rad.      |                                                                                       |
| 1953         | 1971                                          | Albert Dizabo         |           |                                                                                       |
| 1971         | 1988                                          | René-Jean Labat       | PS        |                                                                                       |
| juin 1988    | juillet 2004                                  | Jean-Claude Sescousse | PS        | Conseiller général du canton de Saint-Vincent-de-Tyrosse de 1998 à 2004               |
| juillet 2004 | mars 2014                                     | Michèle Labeyrie      | PS        | Conseillère générale du canton de Saint-Vincent-de-Tyrosse de 2011 à 2015             |
| 2014         | mars 2018 (démission et décès le dimanche 11) | Marie Aphatie         | UMP-LR    | Vice-présidente de la Communauté de communes de Maremne-Adour-Côte-Sud de 2014 à 2018 |
| mars 2018    | juillet 2020                                  | Pascal Briffaud       | LR        |                                                                                       |
| juillet 2020 | en cours                                      | Régis Gelez           | PS        | Chef d'entreprise, suppléant de la sénatrice Monique Lubin                            |

### Jumelages
Rincón de Soto (Espagne) depuis 1997.

### Politique environnementale
Dans son palmarès 2024, le Conseil national de villes et villages fleuris de France a attribué trois fleurs à la commune.

## Démographie
| 1793 | 1800 | 1806 | 1821  | 1831 | 1836 | 1841 | 1846 | 1851 |
| ---- | ---- | ---- | ----- | ---- | ---- | ---- | ---- | ---- |
| 519  | 556  | 558  | 1 211 | 652  | 673  | 754  | 871  | 900  |

| 1856  | 1861  | 1866  | 1872  | 1876  | 1881  | 1886  | 1891  | 1896  |
| ----- | ----- | ----- | ----- | ----- | ----- | ----- | ----- | ----- |
| 1 083 | 1 071 | 1 192 | 1 215 | 1 265 | 1 316 | 1 455 | 1 562 | 1 554 |

| 1901  | 1906  | 1911  | 1921  | 1926  | 1931  | 1936  | 1946  | 1954  |
| ----- | ----- | ----- | ----- | ----- | ----- | ----- | ----- | ----- |
| 1 570 | 1 761 | 1 823 | 1 747 | 1 902 | 2 016 | 2 130 | 2 242 | 2 431 |

| 1962  | 1968  | 1975  | 1982  | 1990  | 1999  | 2005  | 2006  | 2010  |
| ----- | ----- | ----- | ----- | ----- | ----- | ----- | ----- | ----- |
| 2 945 | 3 249 | 4 063 | 4 474 | 5 075 | 5 360 | 5 955 | 6 785 | 7 585 |

| 2015  | 2020  | 2022  | - | - | - | - | - | - |
| ----- | ----- | ----- | - | - | - | - | - | - |
| 7 661 | 7 798 | 8 051 | - | - | - | - | - | - |

## Économie
Après la crise, le retour au développement économique. Saint-Vincent-de-Tyrosse dispose d'un tissu économique diversifié. Forte d'une longue tradition industrielle avec ses usines de chaussure et de traitement du bois, la ville a subi de plein fouet la crise qui a affecté le secteur industriel au début des années 1990. Victimes de la concurrence des pays aux coûts de main-d'œuvre dérisoires, les deux entreprises de fabrication de chaussure, principaux employeurs de la ville, sont contraintes de supprimer près de 400 emplois. C'est toute l'économie du pays tyrossais qui est sinistrée. Cet avenir morose s'est éclairé dès le début des années 2000. La transformation de la ville (réaménagement de l'avenue Nationale et du centre-ville) et l'extension de la zone artisanale et industrielle de Casablanca lui ont donné un nouvel essor, concrétisé par une croissance démographique importante. Le secteur tertiaire s'y est fortement développé ces dix dernières années et l'offre commerciale et de services y est conséquente et variée. Vingt-quatre nouveaux commerçants ont été recensés en 2010 et la Communauté de communes de Maremne-Adour-Côte-Sud a prévendu une douzaine de lots dans la zone d'activité économique Terreblanque dont elle est propriétaire.
Usines à St-Vincent :
- Séripanneaux (marque Pantyr), stratifiés de bois (depuis 1962 ; 90 p. en 2020).

## Lieux et monuments
- Église Saint-Vincent-Diacre de Saint-Vincent-de-Tyrosse.
- Stade La Fougère.
- Arènes Marcel-Dangou.
- Le bois de Fontaine[45].
- Les Jardins de l'humanité[46]. Les Jardins de l'humanité est un jardin-ferme de 8 000 m2 à vocation botanique, thérapeutique, pédagogique et sociale créé en 2015 par l'association « terres océanes, cultures d'humanité ». Labellisé Tourisme et Handicap, il propose depuis 2023 un jardin réservé aux personnes malvoyantes et non voyantes, le jardin Valentin Haüy. Lieu de formation en hortithérapie et permaculture, il accueille également tout au long de l'année des enfants et adultes fragilisés par le handicap ou la maladie pour des séances d'hortithérapie[47].

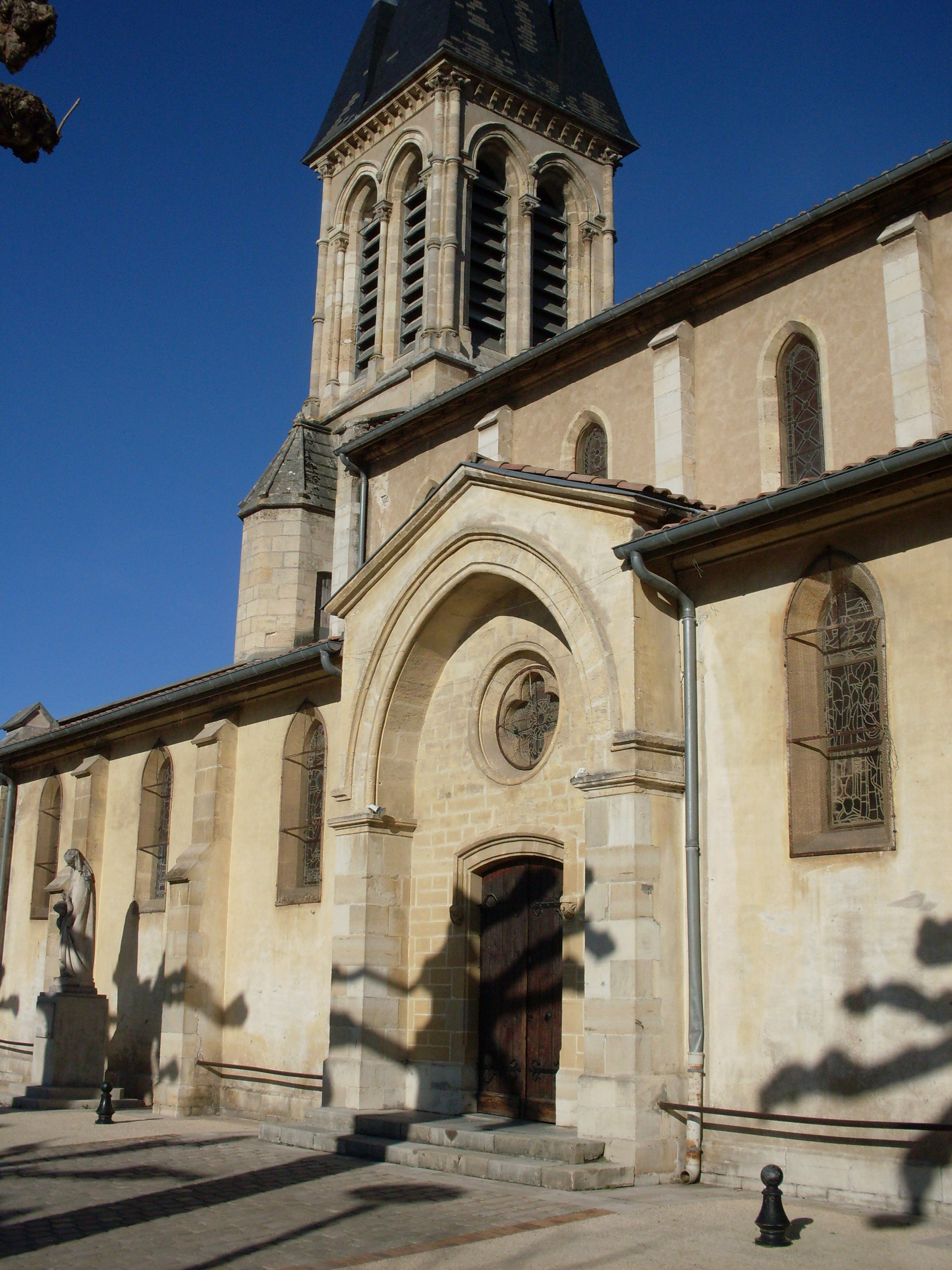
Église Saint-Vincent-Diacre.
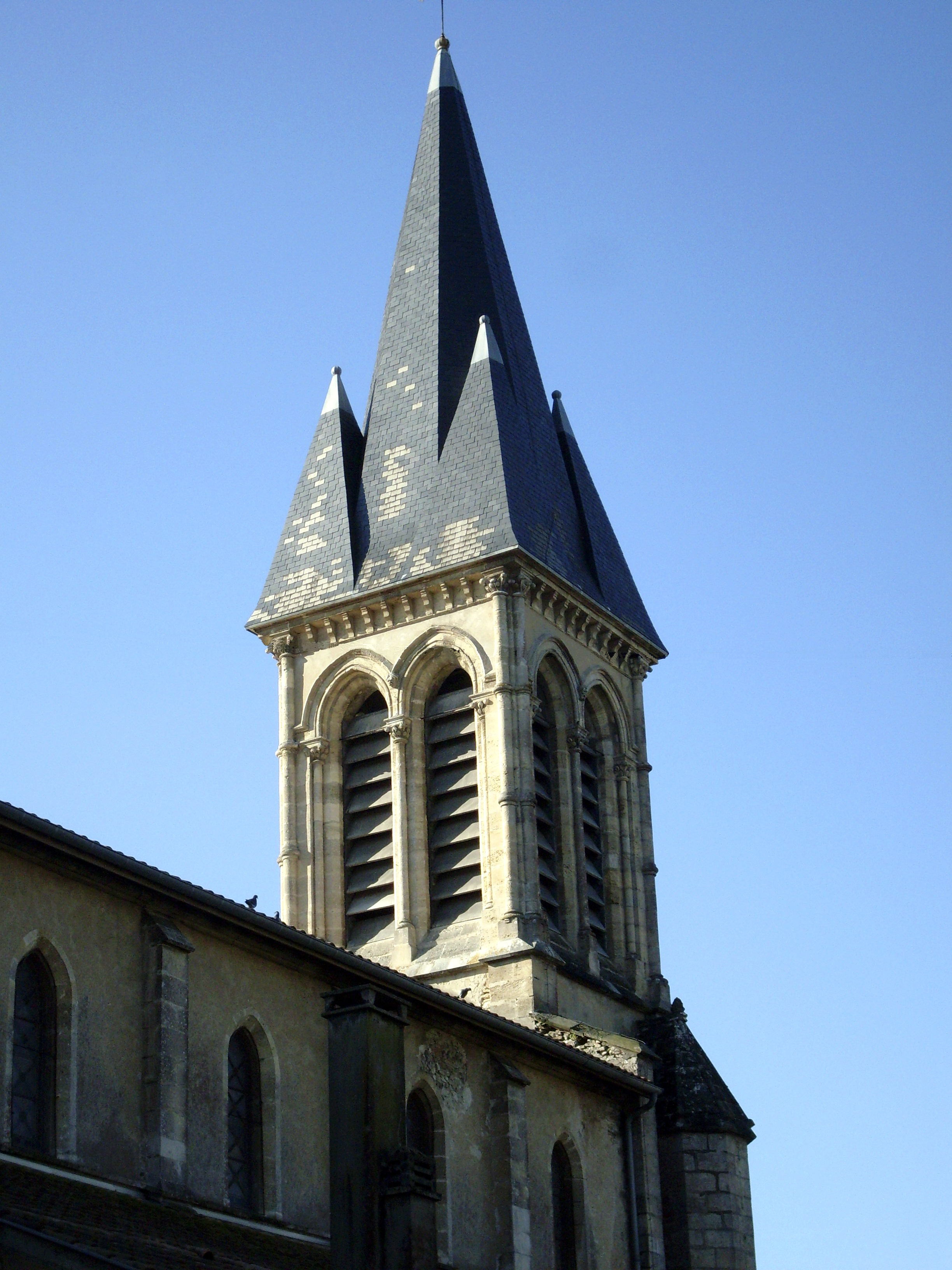
Le clocher.
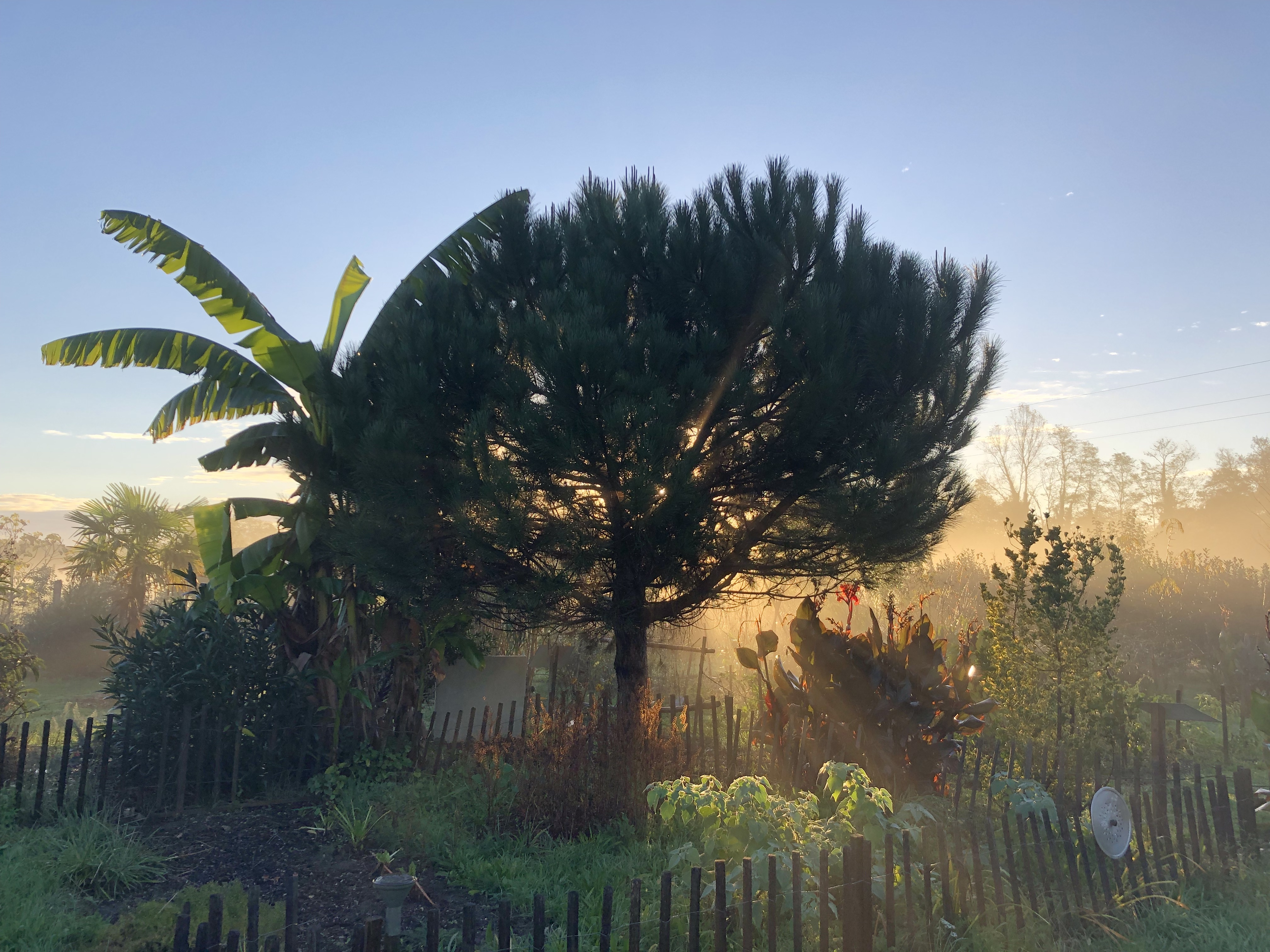
Jardin berbère aux Jardins de l'humanité.

## Personnalités liées à la commune

### Joueurs de rugby à XV
- Louis Junquas
- André Alvarez
- Pierre Dizabo
- Guy Camberabero
- Lilian Camberabero
- Jean-Joseph Rupert
- Jean-Pierre Lux
- André Dubertrand
- Guy Accoceberry
- Christophe Milhères
- François Gelez

### Naissances à Saint-Vincent-de-Tyrosse
- Charles de Gorostarzu (1860-1933), missionnaire et vicaire apostolique du Yunnan (Chine).

## Sports
- Union sportive Tyrosse rugby Côte sud équipe de rugby à XV évolue en Fédérale 1 après avoir régulièrement évolué dans l'élite du rugby français jusqu'en 1995.
- Il faut également noter la présence d'une équipe de handball féminin qui évolue en Pré-Nationale après avoir évolué en Nationale 3 durant la saison 2006-2007.
- On peut noter aussi beaucoup d'associations sportives et culturelles présentes dans des domaines différents : tennis, pétanque, groupe folklorique (les échassiers lous crabots), banda Esperanza, badminton, club informatique, club de moto...

## Divers
Saint-Vincent-de-Tyrosse est connue pour ses fêtes landaises, son arène, ses corridas et ses courses landaises.
La vie locale est à son apogée lors des fêtes qui se déroulent du troisième vendredi au quatrième mardi de juillet et celles-ci ne sont pas moins que les troisièmes des Landes en fréquentation après celles de Mont-de-Marsan (préfecture) et de Dax (sous-préfecture). La ville est membre de l'Union des villes taurines françaises.